# للند دی. ملوین
للند دی. ملوین (به انگلیسی: Leland D. Melvin) فضانورد اهل کشور ایالات متحده آمریکا است که در ۱۵ فوریهٔ ۱۹۶۴ میلادی در لینچبرگ، ویرجینیا زاده شد. وی در مأموریت اس‌تی‌اس-۱۲۲، اس‌تی‌اس-۱۲۹ حضور داشته‌است.
فضانورد بازنشسته ناسا و بازیکن لیگ ملی فوتبال آمریکا در حال برگزاری کلاسی آنلاین درباره تلسکوپ فضایی جیمز وب است. فضانورد بازنشسته ناسا با هدف آموزش به کودکان در مورد تلسکوپ فضایی جیمز وب در یک کلاس تعاملی که ۶ سپتامبر در سایت “Varsity Tutors” برگزار می‌شود حضور خواهد داشت. این کلاس برای کودکان کلاس دوم تا هفتم مناسب است و زمان هر جلسه نیز ۴۵ دقیقه است. ملوین پس از دو بار پرواز به فضا و حضور در ماموریت‌های شاتل فضایی آتلانتیس در ماموریت STS-۱۲۲ در فوریه ۲۰۰۸ و بار دیگر در STS-۱۲۹ در نوامبر ۲۰۰۹، حال به آموزش مسائل فضایی روی آورده است. ملوین مسئولیت رهبری دفتر آموزش ناسا را از اکتبر ۲۰۱۰ بر عهده داشت تا اینکه در سال ۲۰۱۴ از این آژانس بازنشسته شد. او پس از آن دوره‌های متعددی را برای مدرسین دانشگاه و دیگر انجمن‌های آموزشی ارائه کرده است و برای علاقه‌مندی جوانان به علوم، فناوری، مهندسی و ریاضی تلاش کرده است.